# Und sie rührten an den Schlaf der Welt
Und sie rührten an den Schlaf ist ein 1997 erschienener Roman des deutschen Schriftstellers C. S. Mahrendorff, der im Wien des späten 19. Jahrhunderts spielt. Er bildet den ersten Teil der Wien-Trilogie, die durch Der Walzer der gefallenen Engel (2001) und Das dunkle Spiel (2003) komplettiert wird.

## Titel
Mit dem Titel seines Buchs bezieht sich Mahrendorff auf Friedrich Hebbels 1854 erschienene Tragödie „Gyges und sein Ring“, die er einleitend zitiert. Hauptpersonen der Tragödie sind der lydische König Kandaules sowie der mit ihm befreundete Grieche Gyges. Hebbel „beschreibt König Kandaules als einen Mann, dem es zusehends schwerer fällt, die alten, unglaubwürdigen Konventionen aufrecht zu erhalten. Er ist Nachfahre des großen Herakles und ein Modernisierer.“ Von Modernisierung aber will das Volk nichts wissen, „die müde Welt ist über diesen Dingen eingeschlafen“ und hält die Tradition eisern fest. Als König Kandaules sein Scheitern erkennt, beschwört er daher seinen Freund Gyges sich ganz und gar dem Schicksal anzuvertrauen und eines niemals zu tun: „Nur rühre nimmer an den Schlaf der Welt!“
An einer Stelle, gegen Ende des Buchs, greift Mahrendorff den Titel nochmals auf. Hier verwendet er ihn in dem Sinne, dass Erkenntnisse der Psychoanalyse am Schlaf der Welt rühren, wenn diese Verdrängtes, empfunden als Tabubruch und Schock, ans Licht bringen.

## Inhalt und Aufbau
Protagonist des in drei Abschnitte unterteilten Romans ist der in Wien arbeitende Internist und Psychologe Dr. Leonhard Heydinger. Die eigentliche Romanhandlung wird mit einem Prolog vorbereitet der davon handelt, dass während eines Sommerurlaubs auf der italienischen Insel Elba ein rätselhafter Engländer das Aufsehen und die Faszination des Psychologen erregt.
Zurück in Wien trifft er einige Zeit später den Mann zunächst zufällig wieder. Zu einem ersten Kontakt kommt es, als sich der Mann, der sich John Stuart Livingston nennt, zu Heydingers Sprechstunde meldet. Livingston, der nach Kokain süchtig ist, ist zugleich Detektiv und ermittelt wegen einer augenscheinlich antisemitischen Geheimgesellschaft mit dem Namen „Die schwarze Hand“, die jüdische Künstler und Geschäftsleute mit Briefen erpresst.
Zusammen mit Heydinger, der kurzerhand in die Ermittlungen integriert wird, tastet sich Livingston in einem nebulösen Gewirr vorwärts. Als auch Gustav Mahler, zu dieser Zeit Erster Kapellmeister des Hamburger Stadttheaters, in den Fokus der Gesellschaft gerät, spitzt sich die Lage zu.
Insbesondere im ersten Abschnitt wird ein Panorama Wiens im Jahre 1892 entwickelt. Der Leser taucht in eine Zeit kultureller Blüte ein, trifft im Kaffeehaus auf Sigmund Freud, der kurz vor seiner ersten Veröffentlichung steht, auf Arthur Schnitzler und andere Autoren des Jung-Wien, auf die zu diesem Zeitpunkt noch ganz jungen Karl Kraus und Arnold Schönberg und wird mit dem Wagnerkult der Wiener Hofoper konfrontiert. Es ist aber auch eine Zeit, in der der Liberalismus der Gründerzeit vorbei und Wien zu einer Stadt der Angst geworden ist, in der antisemitische Parolen auf zunehmend breite Zustimmung stoßen. Heydinger, der Hauptperson des Romans, stellt sich dabei angesichts des Antisemitismus eines Richard Wagner sowie des Schriftstellers Houston Stewart Chamberlain die Frage, ob damit nicht die Kultur selbst zu einer Brutstätte des Antisemitismus geworden sei. Vor diesem Hintergrund mehren sich die Zeichen, dass sich eine antisemitische Wiener Geheimloge namens „Schwarzer Hand“ entwickelt habe.
Im zweiten Abschnitt des Buchs nehmen die Detektiverzählung und die Jagd auf die Schwarze Hand Fahrt auf. Dabei ist dem Autor sehr wohl bekannt, dass es sich bei der Schwarzen Hand nach allgemeiner Erkenntnis um eine serbisch-nationalistische und erst einige Jahre später gegründete Geheimgesellschaft handelt. Der Autor vermutet aber, dass es zu der späteren Schwarzen Hand bereits eine noch gänzlich anders, nämlich vor allem antisemitisch ausgerichtete Vorläuferorganisation gegeben habe.
Der dritte Abschnitt verlagert den Ort des Geschehens von Wien nach Hamburg; jene Stadt, in der Gustav Mahler zu dieser Zeit Erster Kapellmeister des Stadttheaters ist. Während sich die Spur der Schwarzen Hand einerseits aufklärt, andererseits aber auch verliert, enthält das letzte Kapitel eine Hommage an die Persönlichkeit und das Werk Gustav Mahlers. Eindringlich und präzise wird dem Leser u. a. Mahlers Interpretation der Musik Richard Wagners vorgeführt. Darüber hinaus legen der Fortgang der Geschichte sowie Heydingers psychoanalytische Fähigkeiten die Ursachen für die Kokainsucht des Meisterdetektivs Livingston frei, die zugleich auch das Geheimnis seiner außerordentlichen Begabung enthalten. Dafür muss Heydinger, wie sich zeigt, am Schlaf der Welt rühren.

## Diverses
- Verschiedene Anzeichen legen nahe, dass es sich bei der Person Livingstons um eine Skizzierung von Arthur Conan Doyles Detektivcharakter Sherlock Holmes handelt. Beispielsweise spielt Livingston Violine,[8] stammt aus England[9] und besitzt im Rahmen seiner Rolle als Ermittler ähnlich kombinatorische Fähigkeiten wie die bekannte Figur Doyles.[10]
- Bereits 1929 verfasste Johannes R. Becher das Gedicht „Er rührte an den Schlaf der Welt (Lenin)“. Es feiert Lenin als tatkräftigen Helden der Oktoberrevolution, der mit seinem Handeln eine nach der gescheiterten Revolution von 1848 resignierte Haltung Hebbels (die Tragödie „Gyges und sein Ring“ war 1854 erschienen) widerlegt habe.[11]
- Hanns Eisler komponierte 1953 Musik zu Bechers Gedicht, das als Lied insbesondere vom Schauspieler Ernst Busch gesungen wurde.[12] Eine 2010 erschienene Biographie über Busch wiederum trägt den Titel: „Er rührte an den Schlaf der Welt. Ernst Busch“.[13]
- 2006 veröffentlichten Hamburger Band „Die Goldenen Zitronen“ das Album „Lenin“. Dessen Titelsong ist eine Verarbeitung der Eisler-Vertonung von Bechers Gedicht  „Er rührte an den Schlaf der Welt (Lenin)“.

## Kritiken
„Dieser furiose, sprachlich herausragende Roman ist ein faszinierendes gesellschaftskritisches Kulturpanorama der Jahrhundertwende im Gewande eines großen Spannungs- und Kriminalromans. Darüber hinaus zeigt der Autor Persönlichkeit und Wirken Gustav Mahlers in neuem Licht und entwirft ein packendes Porträt jener Legende des Viktorianismus, die den modernen Detektivmythos begründet hat. Vor allem aber erfährt der Leser in kaum einem anderen Werk der heutigen Belletristik derart viel über die Voraussetzungen für den Lauf der Geschichte in unserem Jahrhundert. Er kann sich dem Sog der Erzählung nicht entziehen und ahnt gleichzeitig, wie es zu jener Entwicklung kommen konnte, die Europa schließlich in den Abgrund stürzte...“

## Buchausgaben
- C. S. Mahrendorff: Und sie rührten an den Schlaf der Welt. Langen Müller, München 1997, ISBN 3-7844-2657-3.
- C. S. Mahrendorff: Und sie rührten an den Schlaf der Welt. Fischer, Frankfurt am Main 1999, ISBN 3-596-14127-3.
- C. S. Mahrendorff: Und sie rührten an den Schlaf der Welt. Fischer, Frankfurt am Main 2004, ISBN 3-596-16204-1.